# Gangrel
Pour les articles homonymes, voir David Heath (homme politique) et Heath.
David William Heath (né le 16 février 1969 en Floride) est un catcheur professionnel américain plus connu sous le nom de Gangrel et Vampire Warrior.

## Carrière

### Débuts
Heath commence sa carrière en formation avec Dean Malenko en Floride. Lorsque sa formation est complète, il commence à catcher dans diverses promotions indépendantes de Floride. Dans l'Independent Professional Wrestling (IPW), il remporte l'IPW Tag Team Championship, avant d'aller à la Stampede Wrestling, où il forme une équipe avec Tom Nash appelée « The Blackhearts ». Heath et Nash catchent avec des masques et se font appeler respectivement « Destruction » et « Apocalypse ». Ils remportent le Stampede International Tag Team Championship en équipe.
Au début des années 90, les Blackhearts font équipes avec Luna, la femme de Nash, et catchent à la Tri-State Wrestling de Joel Goodhart, à la Universal Wrestling Federation de Herb Abrams, ainsi qu'à la All Japan Pro Wrestling de Giant Baba, où l'équipe finit par se séparer. Pendant cette période, Nash et Luna divorcent, et Heath commence une relation avec Luna. Ils finissent par se marier en 1994. La World Wrestling Federation (WWF), où Luna travaillait, a même diffusé un segment du mariage de Luna « avec un vampire ».
Après la séparation des Blackhearts, Heath et Luna développent la gimmick de « Vampire Warrior » (guerrier vampire), inspiré du film The Lost Boys, sous laquelle Heath catche dans diverses promotions, telles la United States Wrestling Association (USWA) où il remporte le USWA Southern Championship. Il est nommé « Rookie of the Year » (débutant de l'année) en 1994 par le magazine de catch américain Pro Wrestling Illustrated. 
Durant la période 1994-1995, Heath travaille à la WWF sous le nom de « The Black Phantom » et affronte plusieurs mid-carders. En 1995, il apparaît durant une courte période à la Extreme Championship Wrestling où il a une rivalité avec Tommy Dreamer au sujet de l'affiliation de ce dernier avec la femme de Heath, Luna.

### World Wrestling Federation/Entertainment (1998-2000)
Il fait ses débuts à WWF Heat,en battant Too Sexy Brian Christopher (qui deviendra plus tard en 1999 Grand Master Sexay).
Il aura une rivalité contre Edge en septembre 1999 mais il se termine lorsque Edge rejoint The Brood avec Chrisitan.
Lors du Royal Rumble 1999, il perd contre X-Pac pour le WWF European Championship et il ne participe pas au Rumble seulement Edge. Lors d'une édition à Raw Is War du 22 mars 1999, The Brood perd face aux champions par équipe Owen Hart & Jeff Jarrett. Le 12 juillet 1999 à Raw Is War, il gagne contre Edge dans un Fire Match. Cependant à Fully Loaded, il intervient contre Edge en aidant Jeff Jarrett pour le titre intercontinental. Mais plus tard c'est D'lo Brown qui gagne le titre de Jarrett à Raw Is War et, Edge lui, prend sa revanche dans un Blood Match qu'il perd grâce à l'aide de Christian qui le trahi et Edge & Chrisitan se forme en équipe. En aout 1999, il reforme The Brood mais cette fois avec The Hardy Boyz qui ont trahi leur manager Micheal Hayes. Lors du Summerslam 1999, il accompagne The Hardy Boyz pour leur match contre Edge & Chrisitan. Lors du Royal Rumble 2000, il perd son premier Rumble. Lors d'une édition de Smackdown! en 2000, il perd face à Chris Jericho pour le titre intercontinental.  

### Circuit indépendant
Il lutte en mars 2008 avec l'American Wrestling Rampage. Lors de sa tournée en France en 2008 avec la AWR, il catche face à Jon Heidenreich dans des casket matchs. Il est alors accompagné de Rochelle St. Claire.
Le 25 mars 2009 à l'American Rampage tour 2009 à Dijon, il joue un casket match contre Sabu et le perd.
Il catche le 28 juillet 2009 à Bilbao en Espagne à la Nu-Wrestling Evolution en tant que Vampire Warrior, où il lance un défi hard core à qui veut l'affronter. C'est Raven qui se présente. Heath gagne son match en faisant passer Raven au travers d'une table enflammée.
Il a également été à la fédération ICWA.

### Ohio Valley Wrestling
Le 10 décembre 2019, il perd contre Amon dans un Steel Cage Three Way Match qui comprenait également Sinn Bodhi et ne remporte pas le OVW Anarchy Championship.

## Palmarès
- All Pro Wrestling

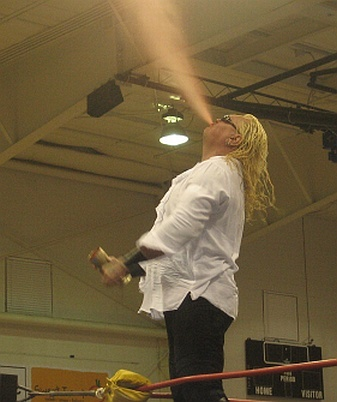
Gangrel en 2007.

  - 1 fois APW Tag Team Championship avec Billy Blade[3]

- All-Star Championship Wrestling
  - 1 fois ACW Heavyweight Championship

- European Wrestling Promotion
  - EWP Ironman Hardcore Knockout Tournament winner en 2003
  - IPWA Tag Team Championship : 2 fois en 1988 et 1989 avec Rusty Brooks

- Maximum Pro Wrestling
  - MXPW Heavyweight Championship : 1 fois en 2005

- NWA Florida
  - NWA Florida Tag Team Championship : 1 fois en 1997 avec Tom Nash

- Pro Wrestling Illustrated
  - PWI Rookie of the Year en 1993[4]

- Stampede Wrestling
  - Stampede International Tag Team Championship : 1 fois en 1989 avec Tom Nash

- Tri-State Wrestling Alliance
  - TWA Tag Team Championship : 1 fois en 1991 avec Tom Nash

- United States Wrestling Association
  - USWA Southern Heavyweight Championship : 1 fois en 1993

- Autres ceintures 
  - USWF Tag Team Championship : 1 fois avec Tom Nash
  - NWL Heavyweight Championship